# Idalus sublineata
Idalus sublineata är en fjärilsart som beskrevs av Rothschild 1917. Idalus sublineata ingår i släktet Idalus och familjen björnspinnare. Inga underarter finns listade i Catalogue of Life.